# Beijerinck (inslagkrater)
Beijerinck is een inslagkrater op de Maan.

## Beschrijving
Beijerinck is een maaninslagkrater aan de achterkant van de maan. Deze ligt ten zuiden van de grotere krater Chaplygin en ten noordoosten van de grote Gagarin-vlakte. De buitenste rand van deze krater is zwaar versleten en geërodeerd door daaropvolgende meteorenbombardementen, vooral langs de zuidelijke helft, met verschillende kleine en kleine kratertjes langs de rand. De binnenvloer daarentegen is relatief vlak en vertoont geen noemenswaardige schokken. Er is een kleine, schuine centrale piek nabij het middelpunt van de vloer.

## Naamgeving
De krater is in 1970 genoemd naar de Nederlandse microbioloog Martinus Willem Beijerinck (1851-1931).

## Satellietkraters van Beijerinck
Rondom Beijerinck bevinden zich verscheidene kleinere kraters die genummerd werden, beginnend bij degenen die zich het dichtst bij het middelpunt van de krater bevinden.
| Beijerinck | Breedtegraad | Lengtegraad | Diameter |
| ---------- | ------------ | ----------- | -------- |
| C          | 11.0° S      | 153.7° E    | 20 km    |
| D          | 12.8° S      | 153.1° E    | 14 km    |
| H          | 14.2° S      | 153.3° E    | 16 km    |
| J          | 14.8° S      | 153.7° E    | 40 km    |
| R          | 14.7° S      | 149.2° E    | 28 km    |
| S          | 14.2° S      | 147.2° E    | 27 km    |
| U          | 12.4° S      | 149.0° E    | 18 km    |
| V          | 12.7° S      | 150.1° E    | 42 km    |